# عداوة هيب هوب الساحل الشرقي والساحل الغربي

عداوة هيب هوب الساحل الشرقي والساحل الغربي (بالإنجليزية: The East Coast–West Coast hip hop rivalry)‏ كانت عداوة في منتصف التسعينات بين مغني وجماهير الهيب هوب في الساحل الشرقي وهيب هوب الساحل الغربي.

## خلفية
واحدة من أكثر الطرق الشائعة للتحدي في عداوات الراب هي "أغاني الديس، التي تحتوي على الإهانات في كلمات الأغنية موجهه للمنافس.في بعض الحالات، العداوات تنتج العنف، كما حدث في عداوة الساحل الساحل الشرقي/و الساحل الغربي (east coast/west coast rivalry) في بداية ومنتصف التسعينات. عندما يحدث هذا، العداوات تتحول إلى اعتدائات ونادراً إلى جريمة قتل.في الواقع لا يزال هناك تكهنات أن جريمة قتل نوتوريوس بيغي وتوباك شاكور لها علاقة بعداوتهما.
يظهر التنافس بين مؤسس الساحل الغربي توباك (وشركة الإنتاج: تسجيلات ديث رو)، ومؤسس الساحل الشرقي نوتوريوس بي. آي. جي.(وشركة الإنتاج: تسجيلات باد بوي)، وكلاهما قُتل.

## المشاركون

### الساحل الشرقي
| الاسم              | الاسم بالإنجليزية | مدينته                                   |
| ------------------ | ----------------- | ---------------------------------------- |
| نوتوريوس بي.آي.جي. | B.I.G.            | نيويورك بوف دادي مدينته بروكلين باد بويس |

### الساحل الغربي
| الاسم               | الاسم بالإنجليزية     | مدينته                     |
| ------------------- | --------------------- | -------------------------- |
| توباك أمارو شكور    | Tupac Amaro Shakur    | أوكلاند، كاليفورنيا        |
| الشبلي ود جبرة      | Wool Cash - Big Fu*k  | أوكلاند، كاليفورنيا - جبرة |
| سوج نايت            | Suge Knight           | كومبتون، كاليفورنيا        |
| سوزان               | Soozaan               | Jjdjsjsjكاليفورنيا         |
| دكتور دري           | Dr.Dre                | كومبتون، كاليفورنيا        |
| اوت لووز            | Outlawz               | نيوآرك، نيوجيرسي           |
| ذا دوغ باوند        | Tha Dogg Pound        | لونغ بيتش، كاليفورنيا      |
| كوروبت              | Kurupt                | لوس أنجلوس                 |
| سنوب دوغ            | Snoop Dogg            | لونغ بيتش، كاليفورنيا      |
| آيس كيوب            | Ice Cube              | كومبتون، كاليفورنيا        |
| وستسايد كنكشين      | Westside Connection   | لوس أنجلوس                 |
| كومبتونز موست وانتد | Compton's Most Wanted | كومبتون، كاليفورنيا        |
| دي جاي كويك         | DJ Quik               | كومبتون، كاليفورنيا        |
| تويدي بيرد لوك      | Tweedy Bird Loc       | كومبتون، كاليفورنيا        |
| إي-40               | E-40                  | منطقة خليج سان فرانسيسكو   |
| توب دوغ             | Top Dogg              | كومبتون، كاليفورنيا        |
| اكزبت               | Xzibit                | لوس أنجلوس                 |
| ايمنيم              | Eminem                | ديترويت                    |